# Терешки (Хмельницкая область)
Терешки (укр. Терешки) — село в Красиловском районе Хмельницкой области Украины.
Население по переписи 2001 года составляло 373 человека. Почтовый индекс — 31032. Телефонный код — 3855. Занимает площадь 1,908 км². Код КОАТУУ — 6822788801.

## Местный совет
31032, Хмельницкая обл., Красиловский р-н, с. Терешки, ул. Ленина